# Mariano Aguilar Navarro
Mariano Aguilar Navarro (Madrid, 19 d'agost de 1916 - 8 d'abril de 1992) fou un catedràtic, polític i advocat espanyol.

## Biografia
Nascut el 19 d'agost de 1916 a Madrid, Aguilar Navarro va estudiar el batxillerat al Col·legi dels Sagrats Cors de Madrid i la carrera de Dret a la Universitat Complutense, on va obtenir el doctorat. Es va dedicar des de llavors a l'ensenyament universitari, guanyant la Càtedra de Dret Internacional a la Universitat de Sevilla el 1948. El 1960 va obtenir per concurs la càtedra de Dret Internacional Privat de la Facultat de Dret de Madrid, facultat en la qual després va ser Degà.
Durant els anys cinquanta va donar suport al moviment que al voltant del seu company de facultat Manuel Giménez Fernández, catedràtic de Dret Canònic i ministre d'Agricultura de la CEDA durant la República, intentava actualitzar el pensament polític catòlic.
Partidari decidit de la integració d'Espanya a Europa, va ser vicepresident del comitè espanyol del Moviment Europeu, presidit llavors per Salvador de Madariaga.
Arran de la manifestació estudiantil de febrer de 1965, en la qual va participar al costat dels també professors López Aranguren, Enrique Tierno Galván, García Calvo i Santiago Montero Díaz, va ser sancionat amb la separació de la seva càtedra durant dos anys. Un dels seus fills, Enrique, professor de Medicina, va estar empresonat tres anys per la seva militància antifranquista, experiència que per a Aguilar Navarro constituí, segons les seves pròpies declaracions, "la gran prova". Potser per això fou promotor de l'Associació d'Ex Presos i Repressaliats Polítics.
Incorporat al PSOE, va ser escollit senador per Madrid a les eleccions generals espanyoles de 1977 dins de la candidatura Senadors per la Democràcia, juntament amb Joaquín Satrústegui, d'Aliança Liberal, i Manuel Villar Arregui, de la Democràcia Cristiana. Incorporat al Senat, va ser elegit president de la seva Comissió d'Afers exteriors.
Nomenat degà de la Facultat de Dret de la Universitat Complutense el 1977, Aguilar Navarro és autor d'un tractat de dret internacional públic i d'un altre de dret internacional privat, a més de més de 200 treballs monogràfics sobre temes jurídics. Director de la Revista Española de Derecho Internacional i membre de la junta de fundadors de Cuadernos para el Diálogo, Aguilar Navarro fou també un ardent defensor de les seves idees en nombrosos articles periodístics sobre el desarmament, la descolonització i la política durant la transició.